# Вила-Кортеш-ду-Мондегу
Вила-Кортеш-ду-Мондегу (порт. Vila Cortês do Mondego)  —  населённый пункт и район в Португалии,  входит в округ Гуарда. Является составной частью муниципалитета  Гуарда. По старому административному делению входил в провинцию Бейра-Алта. Входит в экономико-статистический  субрегион Бейра-Интериор-Норте, который входит в Центральный регион. Население составляет 323 человека на 2001 год. Занимает площадь 4,77 км².